# 阪急上筒井線
上筒井線（かみつついせん）は、かつて阪神急行電鉄（阪急電鉄の前身）が保有していた鉄道路線である。なお、神戸（本）線に対する支線ということで、上筒井支線と呼ばれていたこともある。

## 路線データ
廃止時
- 路線距離：西灘 - 上筒井間0.9km
- 駅数：2
- 電化区間：全線（直流600V）
- 複線区間：なし（全線単線）

## 路線概要

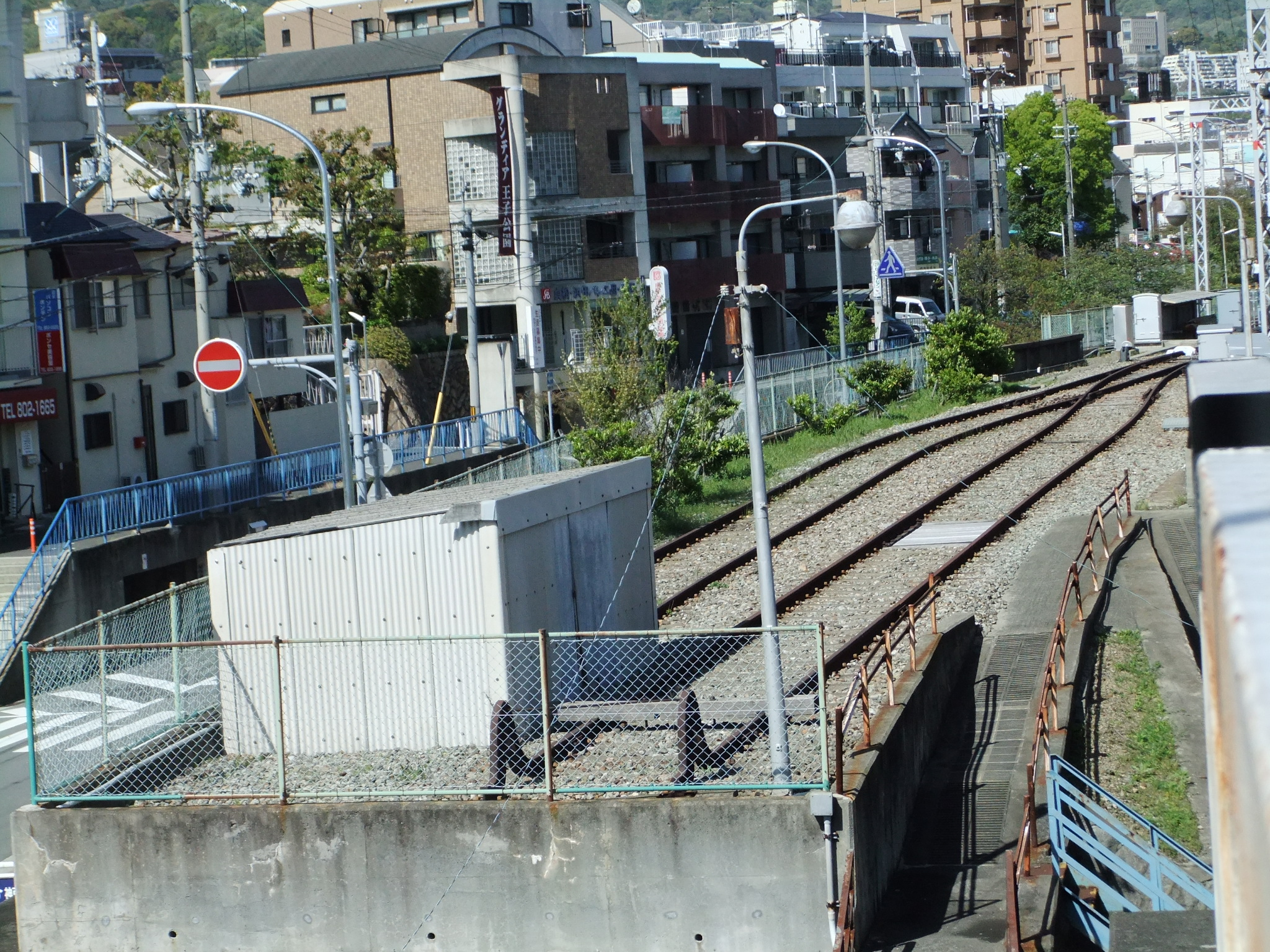
王子公園駅の側線　元は上筒井線の線路であった。

阪神急行電鉄は1920年の神戸線開業時、現在の中央区坂口通2丁目にターミナル駅となる神戸駅を設けていたが、1936年に三宮に（新）神戸駅（現在の神戸三宮駅）を設置し、こちらを新たなターミナルにすることになった。
その際に旧線に関しても、新線と旧線の分岐点に西灘駅（現在の王子公園駅）を設置し、ここと（旧）神戸駅から改称した上筒井駅との間を折り返し運行にする形で、支線として存続することになった。これが上筒井線である。
分岐駅として設けられた西灘駅の辺りは、三宮延伸に際して高架工事が実施されており、神戸線のホームも高架上に設けられていたが、上筒井線のそれについては地上を通っていた旧線のうち、元の下り線に面するように単式のもの1本が設置され、ここで単純な折り返し運行を行うことになった。また、全線がそれまでの複線から単線にされ、上筒井駅についてもそれまでの2面3線の配線が、同じく支線の終端駅である箕面駅と同様の1面2線に縮小されている。
車両はもっぱら、目黒蒲田電鉄（東京急行電鉄の前身）から阪急が譲り受けた90形電車94・95の2両が交代の単行で用いられていた。
乗客が少ないため、結局4年後の1940年に廃線とされた。しかし翌年には、それまで上筒井で接続していた神戸市電が西灘駅（神戸市電の電停名は王子動物園前）を経て原田まで延伸（神戸市電石屋川線。最終的には石屋川まで延びる）されており、1969年に廃止されるまで実質的な代替機能を果たしていた。
また西灘駅付近の地上線はその後も引込線として残り、保線基地として現在でも使用されている。1949年の北野線廃止後しばらくは、それまでの北野線・梅田駅経由に代わる新車搬入のルートとして用いられたことがあった。近年大がかりに用いられたのは、1995年の阪神・淡路大震災（兵庫県南部地震）後の復旧工事に伴い、王子公園駅 - 御影駅間が暫定開業した時で、暫定的に使用する8000系車両の搬入に使用された。

## 沿革
- 1920年（大正9年）7月16日 神戸本線として梅田 - 神戸間が開業。
- 1936年（昭和11年）4月1日 三宮延伸開業により、新旧線分岐点に西灘駅を新設、（旧）神戸駅を上筒井駅と改称し、西灘 - 上筒井間が支線の上筒井線となる。
- 1940年（昭和15年）5月20日 上筒井線廃止[1]。
- 1941年（昭和16年）1月16日 神戸市電、上筒井 - 原田間開業。

## 駅一覧
西灘駅 - 上筒井駅

## 接続路線
- 西灘駅：阪急電鉄神戸本線
- 上筒井駅：神戸市電